# Las campanas de Bicêtre
Las campanas de Bicêtre (título original en francés: Les Anneaux de Bicêtre) es una novela del escritor belga Georges Simenon. Fue escrita en Echandens del 2 al 25 de octubre de 1962 y publicada en marzo de 1963 por la editorial parisina Presses de la Cité. 
Después de un derrame cerebral, un exitoso editor se despierta paralizado en el hospital. Durante el largo proceso de curación, revisa su vida y la pone a prueba. Las campanas de Bicêtre no es una novela policíaca, sino una novela psicológica sin el famoso inspector Maigret de Simenon. Fue un éxito particular y le ganó respeto a su autor en la crítica literaria. En 1977 se estrenó en los cines una adaptación cinematográfica con el título Les Anneaux de Bicêtre.

## Argumento
El editor parisino de 54 años René Maugras ingresa en el hospital de Bicêtre tras sufrir una embolia cerebral. Está hemipléjico y ya no puede hablar. La joven enfermera Blanche trabaja con cuidado y precisión en su recuperación para devolverle poco a poco la vida. Desde su cama de hospital oye y percibe su entorno, aunque apenas se lo considera capaz de ello, y recibe visitas que ya no saben qué hacer con el paciente cambiado. En sus monólogos internos, Maugras recapacita sobre su vida. Con la ayuda de Blanche, de quien se enamora en secreto, Maugras poco a poco encuentra el camino de regreso a su voz.
En el camino hacia la recuperación, Maugras cuestiona su vida anterior, su trabajo, su fama, sus símbolos de estatus, sus matrimonios y su círculo de amigos, todo lo cual ahora le parece superficial y sin sentido. Sólo dos veces en su vida vivió momentos que le resultaron inolvidables: una excursión sin preocupaciones a la naturaleza con su primera esposa Marcelle y un viaje en barco a la isla mediterránea de Porquerolles, cuya belleza lo cautivó. En ambos casos sólo puede describir su experiencia con la palabra “ingenuidad” y se pregunta si dos momentos así son suficientes para una vida. Cuando es dado de alta, curado, regresa a la vida con un mayor conocimiento de sí mismo. Aun no está claro si volverá a estar con su segunda esposa, la alcohólica Lina.

## Título
Les Anneaux de Bicêtre fue el título de la novela distribuido internacionalmente. En francés, el primer título provisional de Simenon fue Les cloches de Bicêtre. Sin embargo, lo cambió, como explicó más tarde en las Mémoires intimes, porque la palabra cloche (campana) tiene un doble significado en francés y también se usa para clochards y vagabundos, y como palabrota en el sentido de idiota. Anneaux (Anillos) se centra en la propagación concéntrica del sonido más que en los medios para producirlo. 
En la novela, las campanas de una iglesia cercana son las primeras impresiones sensoriales que penetran en la conciencia del paralizado Maugras tras su derrame cerebral. Despiertan en él recuerdos infantiles del repique de campanas de la iglesia los domingos.   Las campanas de las iglesias recorren la obra de Simenon como un leitmotiv que simboliza el mundo de los pequeños ciudadanos, sus rituales dominicales y el  catolicismo, que también moldeó al ex monaguillo Simenon y su ética moral. En El caso Saint-Fiacre, Maigret también es transportado a su infancia a través de las campanas de la iglesia, y en Mi amigo Maigret, el inspector, como Maugras, transforma el sonido de la campana en una imagen visual: círculos que se elevan hacia el cielo. 

## Antecedentes
El Fondo Simenon de la Universidad de Lieja, al que Simenon donó su legado, contiene documentación completa sobre la génesis de la novela. Como de costumbre, Simenon anotó todos los nombres, direcciones y demás información en un sobre amarillo. Sin embargo, la investigación sobre Las campanas de Bicêtre fue mucho más extensa de lo habitual. Visitó el Hôpital de Bicêtre y su hospicio adjunto, estudió la vida cotidiana en el hospital y entrevistó a enfermeras y médicos. Mantuvo correspondencia con Raymond Oliver, el chef estrella del restaurante gourmet Le Grand Véfour, sobre los menús del elitista Club des Douzes.   Él mismo se convenció personalmente de que en el hospital, que no tiene capilla propiamente dicha, se escucharían las campanas de una iglesia cercana, lo que daría a la novela su leitmotiv.   La idea básica de la trama, el cambio de vida a través de una hospitalización repentina, provocada aquí por un accidente de tráfico, ya fue anticipada por Simenon en 1951 en Une vie comme neuve. 
Al contrario de su práctica habitual, Simenon, un escritor veloz, tardó 24 días en escribir la novela y otros 10 días en revisarla.  Por lo general, Simenon no tocaba sus novelas una vez escritas, sino que las entregaba al editor tal como estaban para su publicación. Las campanas de Bicêtre es uno de los pocos libros que Simenon escribió dos veces, a mano y a máquina. Cada vez que sentía que se estaba perdiendo demasiado en las descripciones literarias, pasaba a la máquina de escribir para adelgazar el pasaje o borrarlo por completo. De acuerdo con el tema de la novela, buscó un estilo lo más neutral posible y que recordara a un informe médico. Al final, redujo las 500 páginas previstas a un texto mecanografiado de 350 páginas, que seguía siendo un tercio más grande que las otras novelas sin Maigret de la época. 
Según una entrevista, lo que más dolor de cabeza le causó a Simenon fue la coma de la última frase: “Un día visitará a su padre en Fécamp, con Lina”. Con esta coma pretendía convertir el final de la novela en lo contrario: o Maugras se quedaría solo, por lo que el libro terminaría mal, o su segunda esposa regresaría con él y terminaría con la esperanza de un nuevo comienzo. Al final omitió la coma: “Pero una pequeña línea con el lápiz habría sido suficiente y habrías tenido una novela completamente diferente...” Fenton Bresler señala con aire de suficiencia que la coma estaba ahí en la versión publicada: “Y a pesar de que Simenon afirma lo contrario en la entrevista, ¡la novela no termina bien!" 
Las exigencias especiales que Simenon asociaba con Las campanas de Bicêtre también se reflejaron en las medidas de apoyo a la publicación, que Simenon por lo demás rehuía. Se puso a disposición para un documental televisivo, firmó libros y celebró una cena con personajes ilustres en el Grand Véfour. También envió 500 ejemplares por adelantado a personalidades destacadas de la medicina, el poder judicial y la prensa de Francia, Bélgica y Suiza, esperando con especial impaciencia la reacción de la comunidad médica. Según Pierre Assouline, Simenon daba la impresión de haber escrito su novela principalmente para este grupo objetivo.  El autor explicó más tarde: “Si me juzgaran por una sola novela, desearía que fuera ésta. 

## Interpretación
Las campanas de Bicêtre es una novela de evaluación, según Stanley G. Eskin, “un resumen y un cuestionamiento de una vida exitosa”.  Fenton Bresler sitúa al libro junto a La fuga de Monsieur Monde. Mientras Monsieur Monde busca escapar de su vida anterior en una escapada espacial al sur de Francia, la huida del paralizado Maugras es una huida hacia dentro en la que repasa las etapas de su vida. Al final de su estancia en el hospital, Maugras volverá a su antigua vida con nuevas energías, pero no sin darse cuenta, como también lo hizo Monsieur Monde, de que el sentido de la vida es la vida misma: “Incluso si no hubiera encontrado la respuesta a todo, todavía se había hecho preguntas, quizás demasiadas, que lo ocuparían por el resto de su vida.  Según Lucille F. Becker, Maugras finalmente no obtuvo gran conocimiento más que aceptar su humanidad defectuosa pero ejemplar. 
François Mauriac, el novelista del Renouveau Catholique ganador del Premio Nobel, consideró que Simenon logró en Las campanas de Bicêtre "una sinceridad que ningún escritor anterior a él había logrado bajo esta luz dura, casi insoportable". Consigue hacer lo que con demasiada frecuencia los sermones cristianos no logran: convencer de la “vanidad del mundo”, tanto más cuanto que el agnóstico Simenon “no nos ofrece una contraparte metafísica”. Como resultado del derrame cerebral, “las personas y las cosas de una vida glamorosa y orgullosa […] se han reducido a nada”. La descripción detallada de la enfermedad da una idea de “la distancia que la edad crea entre nosotros y la vida”. En este vacío no le queda a la esperanza cristiana más que rendirse si no hay amor en la historia. 
Para el crítico literario Robert Kanters, Simenon contrasta completamente con Balzac y su Comédie humaine: es esencialmente un “anti-Balzac”. Así como Maigret no se limita a localizar a los culpables, sino que los expone, los examina "a fondo" y luego, en el mejor de los casos, quiere declararlos inocentes y enviarlos a casa, Simenon, en Las campanas de Bicêtre, despelleja a su protagonista hasta que no quede nada más que “miseria, mezquindad y miserable autogratificación”. Por tanto, a excepción de Maigret y a diferencia de Balzac, los personajes de Simenon no aparecen varias veces: "Porque en cada novela se desmonta una figura y al final no queda nada que pueda volver a utilizarse". En este sentido, “Balzac es el escritor con el que el hombre se desarrolla, con Simenon se desmorona”. Kanters saca la conclusión sobre Las campanas de Bicêtre : “No es un libro bello, como tampoco es un libro apasionante, pero lo es”. como nuestra actitud ante la vida”. Y: “No es un libro bonito, sino un libro apasionante, pero es como nuestra actitud ante la vida". Y: "No es su obra la que es maligna, somos nosotros". 
A pesar de las objeciones de Simenon, Las campanas de Bicêtre fue leída por el público francés como una novela en clave. Se pueden ver hasta el último detalle las similitudes entre el personaje ficticio René Maugras y el conocido editor y director parisino del Paris-Soir Pierre Lazareff, amigo de Simenon durante más de 30 años. Lazareff también llegaba en el Bentley, estaba absorto en su trabajo y era famoso por sus fiestas de los domingos por la noche en su casa de campo. Lazareff enfermó gravemente un año antes de que se escribiera la novela y los primeros síntomas aparecieron en una cena en el Grand Véfour. También se pueden reconocer otras personalidades conocidas, como el dramaturgo Marcel Achard, la vizcondesa Marie-Laure de Noailles (como Marie-Anne de Candines) y el médico Henri Mondor (como Pierre Besson d'Argoulet). Pierre Assouline, por su parte, interpreta a la alcohólica y deprimida Lina como Denyse Ouimet, cuyo matrimonio con Simenon se estaba quebrando en ese momento.   Otras vivencias y rasgos del protagonista también apuntan al propio Simenon, como un romance en la isla de Porquerolles y el sentimiento de insuficiencia periodística, que se compensa con un sentimiento y un interés por las personas. 

## Recepción
Las campanas de Bicêtre es una de las novelas sin Maigret de la obra de Simenon más elogiadas por críticos y lectores. Fenton Bresler habla de un “tour de force” y de una “entrega brillante”.  En el verano de 1963, el libro estuvo en las listas de superventas de L'Express durante cuatro meses.  Según Stanley G. Eskin, la novela fue "el mayor éxito de Simenon" en sus últimos trabajos de la década de 1960. 
Thomas Narcejac en L'Express calificó el libro como una obra maestra de la misma importancia que la novela autobiográfica de Simenon Pedigrí. Si existe algo llamado nouveau roman en la literatura francesa, Simenon es su más fiel representante. Pierre-Henri Simon en Le Monde elogió las cualidades "importantes y distintivas" de la novela y se disculpó por dedicar sólo unas pocas líneas superficiales a Simenon en su historia literaria francesa, la Histoire de la Littérature française du XXe siècle 1900-1950. Voces críticas como la de Jean Paulhan, redactor jefe de la Nouvelle Revue Française, que se quejaba de la popularidad de Simenon, criticando la banalidad de la trama y las debilidades y torpezas estilísticas, fueron minoría. 
Las críticas internacionales también fueron positivas. The Times Literary Supplement elogió lo “maravillosamente” que Simenon escribió sobre las debilidades humanas. William Barret leyó en Atlantic Monthly "una novela psicológica de considerable profundidad y poder", y vio la fuerza de Simenon en su "comprensión abierta e intransigente de la vida", que nunca da la impresión de que esté fingiendo nada. El Washington Post describió la evolución de Simenon de la literatura comercial a la seria.  El New York Times elogió la "historia honesta y sensible", así como "una maravillosa simplicidad de evocación, una selección precisa de detalles, una destreza narrativa informal". 
El Tagesspiegel de Berlín consideró que Simenon, a quien a menudo se desestimaba como escritor policiaco: “es un novelista serio que realmente conoce los métodos y posibilidades de la poesía épica y la prosa modernas”.  Der Spiegel no encontró diferencias importantes entre Las campanas de Bicêtre y las novelas anteriores de Simenon. Es “el mismo método eficaz de dibujo económico” y “el mismo estilo pobre en metáforas e intencionalmente sencillo” que caracterizó tanto sus novelas policiales como sus novelas psicológicas. Maugras es "[como] todos los demás personajes principales de Simenon", un héroe en una situación excepcional, en un estado de autoalienación, que llora el paraíso perdido de la juventud, pero que al final supera su crisis.  Franz Schuh elogió Die Zeit: "Simenon describe con delicadeza el microcosmos del hospital, el círculo interior del infierno". Y dejó que el título le inspirara a hacer sus propias observaciones: “Las campanas de la iglesia suenan para todos, pero el sonido es ambivalente, te anima a vivir y te acompaña hasta la tumba. 

## Adaptaciones
- En 1976 la novela se filmó en Francia como Les Anneaux de Bicêtre (Entre la muerte y la vida) protagonizada por Michel Bouquet (Maugras) y Claude Jade (Blanche). [27]

- En 1965, Südwestfunk produjo una obra de radio editada y dirigida por Gert Westphal. Walter Andreas Schwarz intervino como narrador, Wolfgang Preiss Maugras, Claudia Wedekind Lina y Gisela Zoch Blanche.  En 2020 siguió una producción de Norddeutscher Rundfunk, editada y dirigida por Susanne Hoffmann. Como narradores participaron Christoph Müller y Maugras, Marina Galic Lina y Sonja Beißwenger Blanche. [28]